# Państwowe Liceum i Gimnazjum w Tłumaczu
Państwowe Liceum i Gimnazjum w Tłumaczu – polska szkoła z siedzibą w Tłumaczu w okresie II Rzeczypospolitej, od 1938 o statusie gimnazjum i liceum ogólnokształcącego.

## Historia
Gimnazjum zostało założone w okresie zaboru austriackiego postanowieniem z 5 września 1910 jako C.K. Państwowe Gimnazjum z polskim językiem wykładowym w Tłumaczu. Starania celem utworzenia gimnazjum poczynili baron Stefan Moysa-Rosochacki, starosta Leopold Popiel, burmistrz dr Antoni Howurka. Szkołę umieszczono w jednopiętrowym budynku, przekazanym przez miasto. Uroczystość otwarcia gimnazjum odbyła się 10 października 1910.
W 1914 Gimnazjum liczyło cztery klasy, w 1915 pięć. Podczas drugiej inwazji rosyjskiej w trakcie I wojny światowej w 1916 wyposażenie gimnazjum zostało całkowicie zniszczone. Ponowne otwarcie wyższego gimnazjum nastąpiło 16 lutego 1918. Po naprawieniu zniszczeń zajęcia trwały od 1 października 1918
Podczas trwającej wojny polsko-ukraińskiej w drugim półroczu roku szkolnego 1918/1919 polscy nauczyciele zostali usunięci z gimnazjum, które zostało przekształcone na szkołę z ruskim językiem wykładowym. Młodzież polska nie wpisała się wówczas na listę uczniów i kontynuowała naukę prywatnie. Po wkroczeniu Wojska Polskiego gimnazjaliści różnych narodowości przystąpili do egzaminów końcowych. Po odzyskaniu przez Polskę niepodległości i nastaniu II Rzeczypospolitej szkoła funkcjonowała jako „Gimnazjum Państwowe w Tłumaczu”, prowadzone w typie neoklasycznym. Gimnazjum nadal mieściło się w ww. budynku, położonym w otoczeniu 19-morgowego parku i utrzymywanym przez gminę. Warunki w tym obiekcie były jednak nieodpowiadające wymaganiom dla placówek szkolnych. W 1926 w Gimnazjum było osiem klas z ośmioma oddziałami, w których uczyło się łącznie 286 uczniów płci męskiej i 53 uczennice.
Pod koniec grudnia 1936 na zebraniu Koła Rodzicielskiego Gimnazjum została podjęta uchwała o nadaniu szkolenia imienia Marszałka Edwarda Śmigłego-Rydza. Pomimo tego w przeciągu roku 1937 szkoła nadal funkcjonowała pod nazwą Państwowe Gimnazjum w Tłumaczu.
Zarządzeniem Ministra Wyznań Religijnych i Oświecenia Publicznego Wojciecha Świętosławskiego z 23 lutego 1937 „Państwowe Gimnazjum w Tłumaczu” zostało przekształcone w „Państwowe Liceum i Gimnazjum w Tłumaczu” (państwową szkołę średnią ogólnokształcącą, złożoną z czteroletniego gimnazjum i dwuletniego liceum), a po wejściu w życie tzw. reformy jędrzejewiczowskiej szkoła miała charakter koedukacyjny, a wydział liceum ogólnokształcącego był prowadzony w typie humanistycznym.

## Dyrektorzy
- Wojciech Grzegorzewicz (1911–1914)[10][11]
- Henryk Krzyżanowski (1918–1921, kierownik)[12][2]
- dr Stanisław Czerski (1921–1922)[11][2]
- dr Henryk Orliński (1922, kierownik)[2]
- Stanisław Jan Kanty Mendrala (p.o. kier. od 1922, dyr. od 1925)[13][11][2][14]

## Nauczyciele
- Stanisław Kotowicz

## Absolwenci
- Franciszek Grochalski – polityk (1931)